# João Bosco (político)
João Bosco Barros Rego, mais conhecido como João Bosco (Pastos Bons, 12 de fevereiro de 1938) é um médico,político e escritor brasileiro. Ele foi deputado estadual (1987–1991).

## Carreira política
Iniciou-se na política em 1986 ao eleger-se deputado estadual pelo PMDB, cargo o qual ficou até 1991.
Disputou à uma vaga ao senado federal em 1990 pelo PSC, mas foi derrotada por Epitácio Cafeteira do antigo PDC. Mais tarde, em 1995, afastou-se da política. 